# 桃乃未琴のオールナイトニッポンR
桃乃未琴のオールナイトニッポンR（もものみことのオールナイトニッポンアール）は、ニッポン放送制作の深夜放送、オールナイトニッポンR（allnightnippon-r）で放送されていたラジオ番組。放送時間は、第1期は毎週木曜日深夜（金曜日未明）27:00 - 28:30、第2期は金曜日深夜（土曜日未明）28:00 - 29:00。

## 概要
『オールナイトニッポン木曜2部』改め、オールナイトニッポン木曜Rとなって最初の番組。同時に、29:00（午前5時）までの放送だったものが28:30（午前4時30分）と30分短縮した。パーソナリティの桃乃未琴（現・平岡恵子）は、1997年10月16日深夜、週替わりとなっていた当時の木曜2部でパーソナリティを務め、そこからレギュラーパーソナリティに選ばれた。
1998年6月には、当時同じく月曜オールナイトニッポンRのパーソナリティだったゆずの北川悠仁が“挑戦状”を叩きつけるといった形でゲスト出演した（詳細はゆずのオールナイトニッポン#罰ゲームの節を参照）。
1998年12月17日、第1期の最終回となった放送のオープニングには、この直前の枠（木曜日深夜25:00 - 27:00）でパーソナリティを務めているナインティナインが飛び入り出演した。
1999年10月3日から2000年3月31日まで『桃乃未琴の@llnightnippon.com Sunday Request Night』（日曜日 23:00 - 25:00）のパーソナリティを6か月間務めた後、2000年4月7日から『allnightnippon-r』金曜日の28:00（午前4時）- 29:00（午前5時）の枠のレギュラーパーソナリティに。1年3か月ぶりに『R』枠での本番組が復活した（2000年9月29日まで）。
はがき、FAXなどのメッセージを紹介されたらもらえるノベルティグッズには、「桃の貝殻」「桃のファイル」があった。

## コーナー

### 第1期
前期
- 食べられる芸能人

芸能人、有名人を食材に例えたネタを募集。
- ボッコマン

架空の正義の味方『ボッコマン』についての様々な情報をリスナーから募集。「涙もろい」「逆切れする」「潔癖症」などの情報が集まっていた。
- 深夜の逆人生相談

普通の人生相談とは逆に、募集した中から選ばれたリスナーに桃乃が自分のことを電話をつないで相談。桃乃はリスナーのことを「先生」と呼んでいた。
後期
- 平成ショッキングカルタ

1998年9月にスタート。「あ」から始まり、一週ごとに五十音順にある一文字が頭に付く言葉を募集。箏曲『春の海』をBGMに紹介。一言だけのネタも多かった。最終的には五十音全てで集まったネタでカルタ大会を行おうという目標があったが、五十音全て到達する前に番組が終了した。
- 映画バカ一代

当時、桃乃のプロモーションビデオを演出していた演出家になりきって「こんな演出をしてくれませんか」という要求を桃乃にするという形でネタを募集。「スタート!」と言う声の効果音の後に、桃乃が「みこっちゃ～ん」から主に始まる形で、その演出家の物真似をしながらネタを読んでいた。
- 宿題作曲道場

リスナーからお題となる言葉を募集、その中から無作為に言葉を3つ選んで、それらを元に桃乃が作詞・作曲をした曲を次の週に生歌で披露していた。
- ドラマティック ヒラノ
- お憑依さん

「有名人が憑依した」という設定で、そのネタを募集。コーナータイトルは「おひょいさん」こと藤村俊二に由来。わずか3回で終了した。

### 第2期
| オールナイトニッポン                               | オールナイトニッポン                                       | オールナイトニッポン |
| -------------------------------------------------- | ---------------------------------------------------------- | -------------------- |
| 前担当週替わり （ここまで放送時間は27:00 - 29:00） | 桃乃未琴のオールナイトニッポンR 木曜 27:00 - 28:30桃乃未琴 | 次担当TRICERATOPS    |

| オールナイトニッポン                                                                         | オールナイトニッポン                                  | オールナイトニッポン                                         |
| -------------------------------------------------------------------------------------------- | ----------------------------------------------------- | ------------------------------------------------------------ |
| 前担当夜明けのジャンヌダルク（28:00 - 28:30） 田口理恵（Say a Little Prayer、28:30 - 29:00） | 桃乃未琴のallnightnippon-r 金曜 28:00 - 29:00桃乃未琴 | 次担当In the Soup（28:00 - 28:30） 岸田健作（28:30 - 29:00） |